# Elezioni generali in Bolivia del 2005
Le elezioni generali in Bolivia del 2005 si tennero il 18 dicembre per l'elezione del Presidente e il rinnovo dell'Assemblea legislativa plurinazionale (Camera dei deputati e Senato).

## Risultati
| Liste                                     | Candidati             | Voti      | %     | Seggi  | Seggi  |
| Liste                                     | Candidati             | Voti      | %     | Camera | Senato |
| ----------------------------------------- | --------------------- | --------- | ----- | ------ | ------ |
| Movimento per il Socialismo               | Evo Morales           | 1.544.374 | 53,74 | 72     | 12     |
| Potere Democratico Sociale                | Jorge Quiroga Ramírez | 821.745   | 28,59 | 43     | 13     |
| Fronte di Unità Nazionale                 | Samuel Doria Medina   | 224.090   | 7,80  | 8      | 1      |
| Movimento Nazionalista Rivoluzionario     | Michiaki Nagatani     | 185.859   | 6,47  | 7      | 1      |
| Movimiento Indígena Pachakuti             | Felipe Quispe         | 61.948    | 2,16  | -      | -      |
| Nuova Forza Repubblicana                  | Gildo Angulo Cabrera  | 19.667    | 0,68  | -      | -      |
| Frente Patriotico Agropecuario de Bolivia | Eliceo Rodríguez Pari | 8.737     | 0,30  | -      | -      |
| Unione Sociale dei Lavoratori di Bolivia  | Néstor García Rojas   | 7.381     | 0,26  | -      | -      |
| Totale                                    | Totale                | 2.873.801 |       | 130    | 27     |